# Johanna von Pernstein
Johanna von Pernstein (Praga, 1566 – Madrid, 1631) è stata una nobildonna ceca, dama di compagnia e per matrimonio duchessa di Villahermosa.

## Biografia
Proveniva dalla nobile famiglia moravo-boema dei signori di Pernstein. I suoi genitori erano il cancelliere boemo Vratislav von Pernstein (1530–1582) e la nobildonna spagnola Maria Manrique de Lara (1538–1608). 
Johanna von Pernstein servì l'imperatrice Maria di Spagna, sorella del re spagnolo Filippo II, inizialmente a Vienna come dama di compagnia e traduttrice. Nel 1582 Johanna seguì l'imperatrice alla corte spagnola, che si ritirò nel Monastero de las Descalzas Reales a  Madrid. Nel 1582 sposò Fernando de Gurrea y Aragón (1546–1592), quinto duca di Villahermosa, a Saragozza. Suo marito, che era in Aragona, accusato di ribellione, morì in carcere nel 1592; dopodiché recuperò i beni di famiglia confiscati in una causa giudiziaria con l'appoggio dell'imperatrice.

## Discendenza
Dal matrimonio con Fernando nacquero tre figlie, tra cui Maria Luisa de Aragon († 1663), che fu designata dallo zio senza figli Francisco de Aragón y Borja come erede universale della VII duchessa di Villahermosa.

## Ascendenza
|                                  |                                   |                             | Genitori |  |  | Nonni                    |  |  | Bisnonni                  |  |
|                                  |                                   |                             |          |  |  | Giovanni IV di Pernstein |  |  | Guglielmo II di Pernstein |  |
|                                  |                                   |                             |          |  |  | Giovanni IV di Pernstein |  |  | Guglielmo II di Pernstein |  |
|                                  |                                   | Giovanna di Liblitz         |          |  |  | Giovanni IV di Pernstein |  |  |                           |  |
| Vratislav von Pernstein          |                                   |                             |          |  |  | Giovanni IV di Pernstein |  |  |                           |  |
|                                  |                                   | Hedwig von Schellenberg     | …        |  |  |                          |  |  |                           |  |
|                                  |                                   | Hedwig von Schellenberg     | …        |  |  |                          |  |  |                           |  |
|                                  |                                   | Hedwig von Schellenberg     | …        |  |  |                          |  |  |                           |  |
| Johanna von Pernstein            |                                   | Hedwig von Schellenberg     |          |  |  |                          |  |  |                           |  |
|                                  | García Manrique de Lara y Mendoza | …                           |          |  |  |                          |  |  |                           |  |
|                                  | García Manrique de Lara y Mendoza | …                           |          |  |  |                          |  |  |                           |  |
|                                  | García Manrique de Lara y Mendoza | …                           |          |  |  |                          |  |  |                           |  |
| Maria Manrique de Lara y Mendoza | García Manrique de Lara y Mendoza |                             |          |  |  |                          |  |  |                           |  |
|                                  |                                   | Isabel de Briceño y Arévalo | …        |  |  |                          |  |  |                           |  |
|                                  |                                   | Isabel de Briceño y Arévalo | …        |  |  |                          |  |  |                           |  |
|                                  |                                   | Isabel de Briceño y Arévalo | …        |  |  |                          |  |  |                           |  |
|                                  |                                   | Isabel de Briceño y Arévalo |          |  |  |                          |  |  |                           |  |